# Nicole Vandier-Nicolas
Nicole Vandier-Nicolas (Paris 17e, 24 juillet 1906 - Marcilly-d'Azergues, 1er mars 1987,) est une sinologue et philosophe française, professeur à l'École du Louvre en art chinois, professeur de civilisation chinoise à l'École nationale des langues orientales vivantes.